# Dichtheit
Dichtheit, auch Dichtigkeit gegenüber einem Stoff, Gas, einer Flüssigkeit, Strahlung o. Ä., ist eine Eigenschaft von Materialstrukturen.
Dichtheit ist ein relativer Begriff. Absolut dichte Teile gibt es nicht. Die Forderung nach Dichtheit bezieht sich immer auf vorgegebene Rahmenbedingungen. Beispielsweise ist ein Wasserrohr wasserdicht bis zu einem gewissen Innendruck mit einer zulässigen Leckrate.
Für die Dichtheit einer Gesamtkonstruktion sind dabei immer die Materialeigenschaften des Baumaterials sowie die Qualitätseigenschaften des Aufbaus (Fugen, Risse, Lufteinschlüsse etc.) entscheidend. Die Dichtheit wird mittels einer Dichtheitsprüfung nachgewiesen.

## Anwendungsbeispiele
Allgemeine Übersichtsartikel: Luftdichtheit, Wasserdichtigkeit, Staubdichtheit
- Luftdichtheit von Wohngebäuden: Sind Wohngebäude nicht ausreichend luftdicht ausgeführt, kommt es zu erhöhtem Energieverbrauch, unerwünschten Zuglufterscheinungen, Feuchtigkeitsschäden durch Tau- und Kondenswasser und zu einer Verschlechterung des Schallschutzes.
- Luftdichtheit von Kaminen: Überdruckkessel müssen gegenüber dem Aufstellungsraum dicht sein, damit die Verbrennungsgase nicht in den Aufstellungsraum austreten. Feuerstätten, die als Naturzugkessel nur mit Unterdruck betrieben werden, brauchen nicht vollkommen dicht zu sein. Bei Undichtheiten kann Raumluft in die Feuerstätte einströmen, Abgas aber nicht austreten.
- Gas- und Strahlungsdichtheit von Lagerstätten: Castor-Behälter müssen beispielsweise die Dichtheit über die gesamte Transport- und Lagerdauer gewährleisten. Der Behälterkörper bildet dazu zusammen mit dem Doppeldeckel-Dichtsystem eine dichte Umschließung des radioaktiven Inhalts. Die Funktion des Doppeldeckelsystems wird während der langfristigen Zwischenlagerung ständig überwacht.
- Dichtheit von Betonbauwerken gegenüber Gasen und Flüssigkeiten: Schleusen, Talsperren, Bauwerke im Grundwasser (Weiße Wanne), Tunnel
- Dichtheit von Versorgungsleitungen: Gasdichtheit von Gasleitungen, Wasserdichtheit von Wasserleitungen, Öldichtheit von Ölleitungen (Pipelines)
- Dichtheit von Gehäusen: Entsprechend ihrer Schutzart (IP-Klasse) bieten Gehäuse eine gewisse Dichtheit gegenüber Partikel (Staub) und Feuchtigkeit. Je nach Anforderung müssen Gehäuse zusätzlich Gasdichtheit aufweisen (z. B. bei innenliegendem Vakuum), um ihre Schutzfunktion zu erfüllen.
- Dichtheit von Kraftstofftanks auf Auto-Tankstellen wird durch den Indikatorflüssigkeitsstand im Zwischenraum des Doppelmantels überwacht.
- Dichtheit des Kraftstofftanks eines Kraftfahrzeugs muss auch bei Erwärmung, Überschlag und Quetschung des Fahrzeugs erhalten bleiben.
- Dichtheit von Primärzellen und Akkus ist heute üblich und wird sicherheitshalber durch Überdruckventile begrenzt.
- Dichtheit von Röntgenkolben: Um das höchstmögliche Vakuum in den Röntgenquellen für längere Zeit zu erhalten, können beispielsweise Gehäuse aus Borosilikatglas verwendet werden, die über eine Glas-Metall-Verbindung eingepasst werden.
- Zellophan, feucht erweicht über ein Einmachglas mit Marmelade gespannt, bildet getrocknet einen sehr gasdichten Abschluss, der den Inhalt gegenüber Verderben durch Luftsauerstoff konserviert. Wasserdampf wird von Zellophan jedoch selektiv absorbiert und kann entlang eines Konzentrationsgefälles durch die Membran diffundieren. In lange Zeit trocken gelagerten Gläsern schwindet das Volumen des Füllguts durch Verdunsten von Wasser, der äußere Luftdruck dellt die Membran zunehmend ein und kann sie zum Zerreißen bringen.
- Lichtdichtheit zum Schutz von lichtempfindlichen Materialien und Sensoren der Fotografie wird durch Blenden, mattschwarzes Färben, enges Überlappen, Füllen von Fugen, mit Moosgummi oder Samt hergestellt.
- Fernwärmeleitungen und Heizkreisläufe aus Metall werden mit Wasser „abgedrückt“. Dabei wird die Druckfestigkeit gegen Platzen bei Prüfdruck getestet. Das Halten des Drucks zeigt die Dichtheit des Systems an.
- Vakuumapparaturen werden nach jedem Umbau auf eine für den Betrieb nötige ausreichend niedrige Leckrate „leckgetestet“.
- Druckluft- und Gashochdruck-Anlagen, -Geräte und -Leitungen werden unter Druck gesetzt und an den kritischen Fügestellen mit bei Gasaustritt schaumbildendender Seifenlösung bestrichen.
- Ein Reifenschlauch eines Fahrrads, oder die Partie eines Reifens wird mit einem gewissen Druck gefüllt und unter Wasser getaucht und auf eventuell austretende Luftblasen untersucht.
- Für Dichtheit von Reinräumen gegen Staub, Eindringen kalter Luft an Fenstern, unerwünschtes Verbreiten von Gerüchen oder Giftstoffen, etwa auch im Brandfall sind häufig die Druckverhältnisse zwischen Leitungen, Räumen, an Schleusen und Türen mitbestimmend. Oft wird die Dichtheit nur in einer Strömungsrichtung gefordert.